# Amy Ryan
Amy Ryan, nome d'arte di Amy Beth Dziewiontkowski (New York, 3 maggio 1968), è un'attrice statunitense, che lavora in campo teatrale, televisivo e cinematografico.
Ryan ha iniziato la sua carriera professionale nel 1987 e ha fatto il suo debutto a Broadway nel 1993. Ha ricevuto tre candidature ai Tony Award per le sue interpretazioni in Zio Vanja (2000), Un tram che si chiama Desiderio (2005) e Il dubbio (2024). Nel 2007 ha ricevuto il plauso della critica per la sua interpretazione di Hélène McCready nel film Gone Baby Gone di Ben Affleck, che le è valsa una candidatura all'Oscar alla miglior attrice non protagonista, al Golden Globe e la vittoria di un Critics' Choice Movie Award e di un Satellite Award. L'attrice ha preso parte ad altre pellicole degne di nota, tra cui Truman Capote - A sangue freddo (2005), Changeling (2008), Mosse vincenti (2011), Birdman (2014) e Il ponte delle spie (2015). Sul piccolo schermo, è nota per il ruolo di Beadie Russell in The Wire (2002-08), di Holly Flax in The Office (2008-11) e Adele Brouse in In Treatment (2010).

## Biografia
Ryan nasce a Flushing, un quartiere del Queens (New York), figlia di John Dziewiontkowski, proprietario d'una ditta d'autotrasporto d'origini polacche, e di Pamela Ryan, un'infermiera d'origini irlandesi ed inglesi, da cui l'attrice trasse poi il cognome per la propria carriera artistica. Ha studiato alla High School of Performing Arts e al Stagedoor Manor Performing Arts Center. Terminati gli studi inizia a lavorare in teatro Off-Broadway portando in scena opere di Arthur Miller, Neil LaBute e Neil Simon. Il suo debutto a Broadway risale al 1993 nella pièce teatrale The Sisters Rosensweig, in seguito sostituisce Calista Flockhart nella rivisitazione teatrale di Tre sorelle. Tre volte candidata al Tony Award, la prima per il ruolo di Sonja nello Zia Vanja di Anton Chekhov, la seconda per la parte di Stella Kowalski in Un tram che si chiama Desiderio e la terza per il ruolo di Suor Aloysius ne Il dubbio, in cui ha dovuto sostituire con pochissimo preavviso Tyne Daly.

### Televisione
Il suo primo ruolo televisivo è stato nel 1990 nella soap opera Così gira il mondo, successivamente ha ottenuto piccole apparizioni in serie tv come E.R. - Medici in prima linea e Chicago Hope. Tra il 2001 e il 2002 ha partecipato a 7 episodi di 100 Centre Street, altre apparizioni in Squadra Emergenza, Law & Order - I due volti della giustizia e Kidnapped.
Tra il 2003 e il 2008 interpreta il ruolo ricorrente dell'agente Beatrice "Beadie" Russell in The Wire, in seguito partecipa a diciassette episodi di The Office. Nel 2010 partecipa alla terza stagione di In Treatment nel ruolo di Adele Brouse.

### Cinema

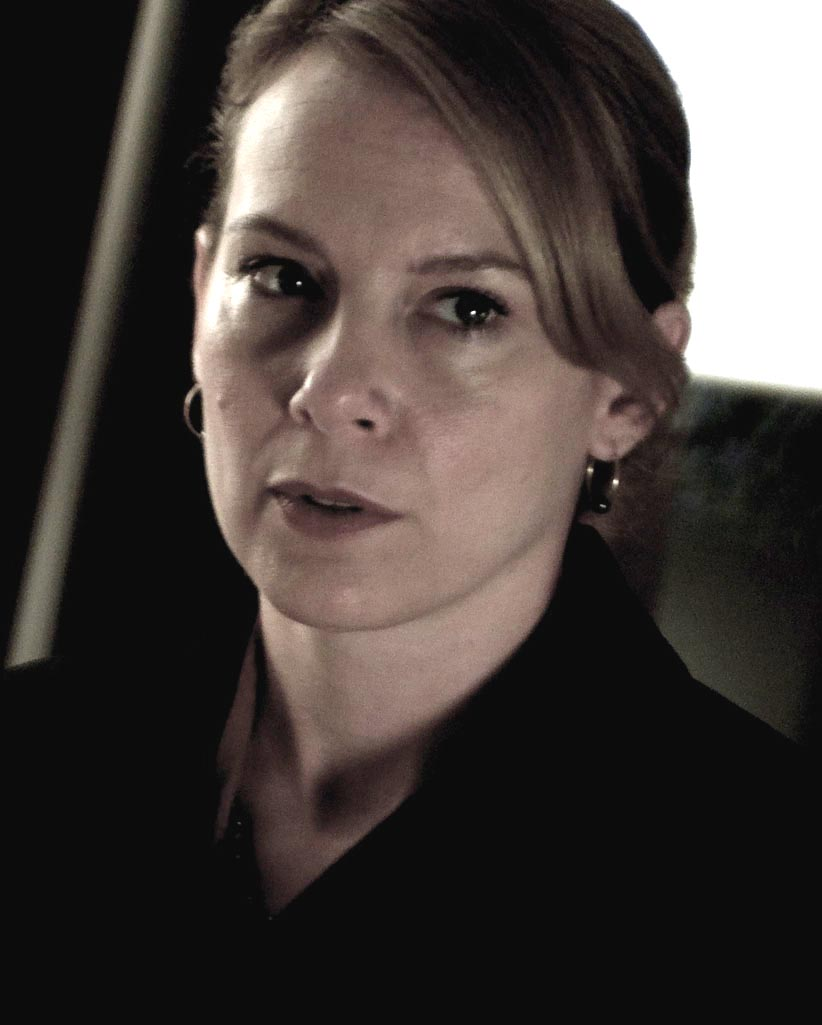
Amy Ryan nel 2007

Il suo debutto cinematografico risale al 1999 nel film indipendente Roberta, in seguito appare nei film Conta su di me e Keane. Dopo aver ottenuto un piccolo ruolo ne La guerra dei mondi di Steven Spielberg, recita in Truman Capote - A sangue freddo, nel ruolo di Marie Dewey.
Nel 2007 lavora in Gone Baby Gone, debutto registico dell'attore Ben Affleck, la sua interpretazione di una madre a cui è stata rapita la figlia le fa ottenere la prima candidatura all'Oscar alla miglior attrice non protagonista. Sempre nel 2007 prende parte al drammatico Onora il padre e la madre e alla commedia romantica L'amore secondo Dan.
Nel 2008 lavora per Clint Eastwood in Changeling, nel 2010 affianca Matt Damon in Green Zone e nel 2011 ha un ruolo da protagonista al fianco di Paul Giamatti in Mosse vincenti.

## Filmografia parziale

### Cinema
- Roberta, regia di Eric Mandelbaum (1999)
- Conta su di me (You Can Count on Me), regia di Kenneth Lonergan (2000)
- Keane, regia di Lodge Kerrigan (2004)
- Truman Capote - A sangue freddo (Capote), regia di Bennett Miller (2005)
- La guerra dei mondi (War of the Worlds), regia di Steven Spielberg (2005)
- Onora il padre e la madre (Before the Devil Knows You're Dead), regia di Sidney Lumet (2007)
- Neal Cassady, regia di Noah Buschel (2007)
- L'amore secondo Dan (Dan in Real Life), regia di Peter Hedges (2007)
- Gone Baby Gone, regia di Ben Affleck (2007)
- Changeling, regia di Clint Eastwood (2008)
- The Missing Person, regia di Noah Buschel (2009)
- Bob Funk, regia di Craig Carlisle (2009)
- Green Zone, regia di Paul Greengrass (2010)
- Jack Goes Boating, regia di Philip Seymour Hoffman (2010)
- Mosse vincenti (Win Win), regia di Tom McCarthy (2011)
- Escape Plan - Fuga dall'inferno (Escape Plan), regia di Mikael Håfström (2013)
- Devil's Knot - Fino a prova contraria (Devil's Knot), regia di Atom Egoyan (2013)
- Passione innocente (Breathe In), regia di Drake Doremus (2013)
- Birdman, regia di Alejandro González Iñárritu (2014)
- Il ponte delle spie (Bridge of Spies), regia di Steven Spielberg (2015)
- Piccoli brividi (Goosebumps), regia di Rob Letterman (2015)
- Segreti di famiglia (Louder Than Bombs), regia di Joachim Trier (2015)
- The Infiltrator, regia di Brad Furman (2016)
- Una spia e mezzo (Central Intelligence), regia di Rawson Marshall Thurber (2016)
- Monster Trucks, regia di Chris Wedge (2016)
- Beautiful Boy, regia di Felix Van Groeningen (2018)
- E poi c'è Katherine (Late Night), regia di Nisha Ganatra (2019)
- Strange But True, regia di Rowan Athale (2019)
- Worth - Il patto (Worth), regia di Sara Colangelo (2020)
- Lost Girls, regia di Liz Garbus (2020)
- Beau ha paura (Beau Is Afraid), regia di Ari Aster (2023)
- Wolfs - Lupi solitari (Wolfs), regia di Jon Watts (2024)

### Televisione
- Un grido nel buio (In the Deep Woods) – film TV, regia di Charles Correll (1992)
- Io volerò via (I'll Fly Away) – serie TV, 6 episodi (1992)
- The Naked Truth – serie TV, 20 episodi (1995-1996)
- 100 Centre Street – serie TV, 7 episodi (2001-2002)
- The Wire – serie TV, 20 episodi (2003-2008)
- The Office – serie TV, 17 episodi (2008-2011)
- In Treatment – serie TV, 8 episodi (2010)
- Le idee esplosive di Nathan Flomm (Clear History) – film TV, regia di Greg Mottola (2013)
- Only Murders in the Building – serie TV, 14 episodi (2021-2024)
- Sugar - miniserie TV (2024)

## Teatro
- The Sisters Rosensweig di Wendy Wasserstein, regia di Daniel J. Sullivan. Ethel Barrymore Theatre di Broadway (1993)
- Tre sorelle di Anton Čechov, regia di Scott Elliott Criterion Center Stage di Broadway (1997)
- Zio Vanja di Anton Čechov, regia di Michael Mayer. Brooks Atkinson Theatre di Broadway (2000)
- Donne di Clare Boothe Luce, regia di Scott Elliott. American Airlines Theatre di Broadway (2001)
- Un tram che si chiama Desiderio di Tennessee Williams, regia di Edward Hall. Studio 54 di Broadway (2005)
- Il dubbio di John Patrick Shanley, regia di Scott Ellis. Todd Haimes Theatre di Broadway (2024)

## Riconoscimenti
- Premio Oscar[5]
  - 2008 – Candidatura per la miglior attrice non protagonista per Gone Baby Gone
- Golden Globe[6]
  - 2008 – Candidatura per la migliore attrice non protagonista per Gone Baby Gone
- Critics' Choice Movie Awards
  - 2008 – Miglior attrice non protagonista per Gone Baby Gone
  - 2015 – Miglior cast corale per Birdman
- National Board of Review
  - 2007 – Miglior attrice non protagonista per Gone Baby Gone
- Screen Actors Guild Award
  - 2008 – Candidatura per la miglior attrice non protagonista cinematografica per Gone Baby Gone[7]
  - 2015 – Miglior cast cinematografico per Birdman[8]
- Tony Award
  - 2000 – Candidatura per la miglior attrice non protagonista in un'opera teatrale per Zio Vanja
  - 2005 – Candidatura per la miglior attrice non protagonista in un'opera teatrale per Un tram che si chiama desiderio
  - 2024 – Candidatura per la miglior attrice protagonista in un'opera teatrale per Il dubbio

## Doppiatrici italiane
Nelle versioni in italiano delle opere in cui ha recitato, Amy Ryan è stata doppiata da:
- Daniela Calò in Law & Order - Unità vittime speciali, The Wire, Devil's Knot - Fino a prova contraria, Piccoli brividi, Worth - Il patto, Wolfs - Lupi solitari
- Chiara Colizzi in Gone Baby Gone, Le idee esplosive di Nathan Flomm, Birdman, Beautiful Boy
- Francesca Fiorentini in Changeling, Green Zone, Una spia e mezzo
- Roberta Greganti in Strange But True, Beau ha paura
- Anna Lana in Law & Order - Criminal Intent (st. 2)
- Marina Thovez in Law & Order - Criminal Intent (st. 6)
- Anna Rita Pasanisi in Truman Capote - A sangue freddo
- Daniela Abbruzzese in The Office
- Rita Baldini in Onora il padre e la madre
- Patrizia Burul in L'amore secondo Dan
- Claudia Razzi in In Treatment
- Barbara De Bortoli in Jack Goes Boating
- Laura Boccanera in Mosse vincenti
- Mavi Felli in Escape Plan - Fuga dall'inferno
- Ilaria Stagni ne Il ponte delle spie
- Monica Ward in Segreti di famiglia
- Marina Guadagno in Monster Trucks
- Emanuela Baroni in E poi c'è Katherine
- Alessandra Korompay in Lost Girls
- Cinzia De Carolis in Only Murders in the Building
- Anna Cugini in Sugar